# Benjamin Köhler
Benjamin Köhler (ur. 4 sierpnia 1980 w Berlinie Zachodnim) – niemiecki piłkarz występujący na pozycji pomocnika lub napastnika w 1. FC Union Berlin.

## Kariera klubowa
Köhler jako junior grał w klubach Normannia 08 Berlin, Reinickendorfer Füchse, 1.FC Lübars oraz Hertha BSC, do której trafił w 1998 roku. W sezonie 2000/2001 został włączony do pierwszej drużyny, grającej w Bundeslidze. W tych rozgrywkach zadebiutował 25 listopada 2000 w wygranym 4:0 meczu z Eintrachtem Frankfurt. Było to jednak jedyne spotkanie rozegrane przez niego w tamtym sezonie. Na cały następny sezon został wypożyczony do drugoligowego MSV Duisburg. W jego barwach 28 września 2001 w meczu z Arminią Bielefeld (2:2) strzelił pierwszego gola w zawodowej karierze. W 2002 roku powrócił do Herthy. W tym samym roku wygrał z nią Puchar Ligi Niemieckiej.
W 2003 roku odszedł do Rot-Weiss Essen, występującego w Regionallidze Nord. Spędził tam jeden sezon, w ciągu którego był podstawowym graczem klubu i awansował z nim do 2. Bundesligi. W 2004 roku przeszedł do innego drugoligowca - Eintrachtu Frankfurt. W jego barwach zadebiutował 9 sierpnia 2004 w zremisowanym 1:1 meczu z Alemannią Akwizgran. W sezonie 2004/2005 zajął z klubem 3. miejsce w lidze i awansował z nim do Bundesligi. 15 sierpnia 2004 w wygrany 2:1 meczu z Karlsruher SC Köhler zdobył pierwszą bramkę w trakcie gry w Bundeslidze. W 2006 roku zagrał z Eintrachtem w finale Puchar Niemiec, ale jego klub przegrał tam 0:1 z Bayernem Monachium. W sezonie 2007/2008 zajął z klubem 9. pozycję w lidze, która była najwyższą w trakcie gry z Eintrachtem w Bundeslidze.

## Kariera reprezentacyjna
Köhler rozegrał trzy spotkania w reprezentacji Niemiec U-21.